# بیال کلادنتس (استان خاسکوو)
بیال کلادنتس (به بلغاری: Byal Kladenets) یک منطقهٔ مسکونی در بلغارستان است که در شهرستان استامبولوو واقع شده‌است.